# Pnětluky
Pnětluky jsou obec v okrese Louny v Ústeckém kraji, 13 km jihozápadně od města Louny. Mají rozlohu 14,75 km² a 243 domů. Žije zde 370 obyvatel. Skládají se ze dvou částí (Pnětluky a Konětopy).

## Historie
Nejstarší písemná zmínka o vsi pochází z roku 1250, kdy se na listině, vydané olomouckým děkanem Janem, objevuje jako svědek Sulislav, syn Zvěsta z Pnětluk. Ve 13. a na počátku 14. století byli páni z Pnětluk významnou šlechtou. Dokládá to mj. jejich přítomnost na panovnických listinách v roli svědků či fakt, že Sulislav z Pnětluk byl ve 13. století purkrabí na královském hradu Lokti. V Pnětlukách tudíž existovalo již ve 13. století panské sídlo. Starší vlastivědná literatura ho na základě zprávy a nákresu J. Veselého hledala v lesní lokalitě vzdálené asi 4 km od Pnětluk, vpravo od silnice na Kounov. Rozbor písemných pramenů – s použitím starší práce Fr. Štědrého – však prokázal, že dosud archeologicky neprozkoumané terénní vlny jsou pozůstatkem vesnice Záhoří, zaniklé za husitských válek. Během nich se o Pnětluky vedly spory, což zřejmě vedlo k zahájení výstavby hradu Pravda ve 30. letech 15. století. V té době, až do roku 1523, vlastnili Pravdu s Pnětluky Kolovratové. 

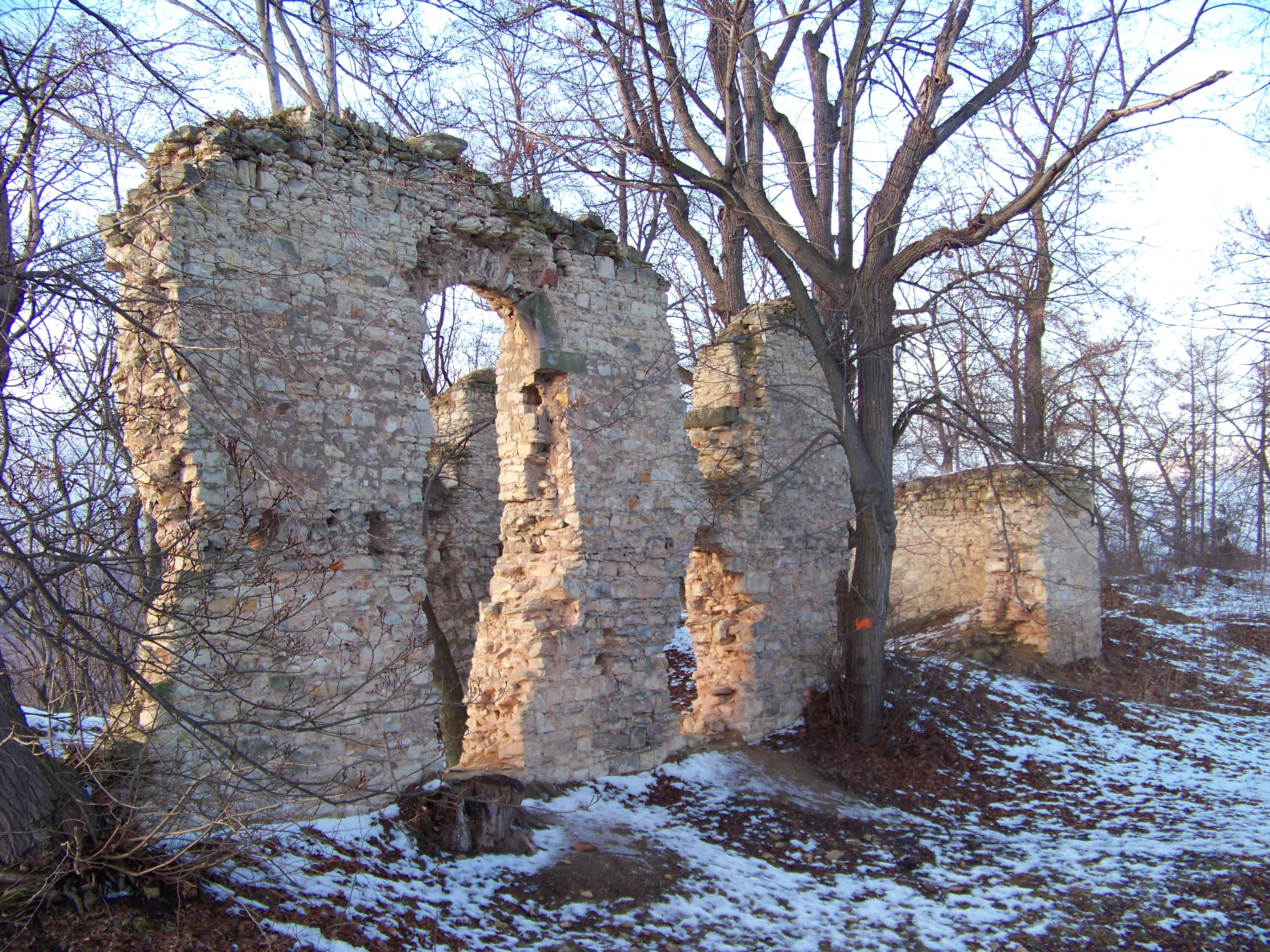
Zřícenina hradu Pravda

V polovině 15. století – v souvislosti s výstavbou hradu – přestala být stará tvrz v Pnětlukách obývána a postupně zanikla. Zřejmě stávala v sousedství kostela sv. Matouše, který je písemně doložen v roce 1363. Roku 1523 koupili panství Pravda Lobkovicové, kteří vyčlenili Pnětluky a Lipenec jako samostatné panství, které bylo roku 1602 natrvalo přičleněno k dominiu Nový Hrad. V roce 1767 koupili novohradské panství Schwarzenbergové a vlastnili je až do zrušení patrimoniální správy roku 1849.
Třicetiletá válka Pnětluky značně zpustošila. Berní rula z roku 1654 uvádí ve vsi celkem 22 statků, z toho 18 bylo opuštěných. V roce 1715 se v obci poprvé připomíná škola, kde učil Martin Mayer. Prvním svobodně zvoleným starostou v roce 1850 se stal Václav Valda. V roce 1878 vznikl sbor dobrovolných hasičů. Pěstování chmele je v okolí Pnětluk doloženo již v 15. století. Od 19. století se stala oblast jižního a jihovýchodního Lounska významnou chmelařskou oblastí. Rovněž na katastru Pnětluk byl až do roku 1989 dominantní zemědělskou plodinou chmel. V roce 1909 zde byla založena pobočka Českého chmelařského spolku, v roce 1937 bylo ve vsi evidováno 98 pěstitelů chmele. V roce 1919 byly založeny dva spolky: Sokol a Dělnická tělovýchovná jednota. Volby do obecního zastupitelstva za první republiky zpravidla vyhrávali agrárníci.
V dubnu 1945 byl v Pnětlukách umístěn dělostřelecký oddíl vlasovců. V obecních volbách roku 1946 získala Komunistická strana Československa 47 % hlasů, o sedm procent více než byl celostátní průměr. Přesto nebyli v rámci akce K vysídleni z obce žádní zemědělci, byli však přinuceni vstoupit do JZD. Při správní reformě roku 1960 byly Pnětluky sloučeny s Konětopy do jedné územně správní jednotky, roku 1981 připadly pod MNV Hřivice. Samostatný obecní úřad mají Pnětluky od roku 1990.

## Obyvatelstvo
| Obec Pnětluky                                             | Obec Pnětluky | Obec Pnětluky | Obec Pnětluky | Obec Pnětluky | Obec Pnětluky | Obec Pnětluky | Obec Pnětluky | Obec Pnětluky | Obec Pnětluky | Obec Pnětluky | Obec Pnětluky | Obec Pnětluky | Obec Pnětluky | Obec Pnětluky |
|                                                           | 1869          | 1880          | 1890          | 1900          | 1910          | 1921          | 1930          | 1950          | 1961          | 1970          | 1980          | 1991          | 2001          | 2011          |
| --------------------------------------------------------- | ------------- | ------------- | ------------- | ------------- | ------------- | ------------- | ------------- | ------------- | ------------- | ------------- | ------------- | ------------- | ------------- | ------------- |
| Obyvatelé                                                 | 787           | 865           | 928           | 960           | 964           | 984           | 873           | 621           | 549           | 490           | 416           | 330           | 325           | 323           |
| Místní část Pnětluky                                      |               |               |               |               |               |               |               |               |               |               |               |               |               |               |
| Obyvatelé                                                 | 493           | 568           | 592           | 636           | 615           | 619           | 574           | 392           | 351           | 298           | 250           | 222           | 212           | 215           |
| Domy                                                      | 68            | 81            | 86            | 92            | 103           | 107           | 123           | 127           | 171           | 103           | 92            | 128           | 130           | 131           |
| Data z roku 1961 zahrnují i domy z místní části Konětopy. |               |               |               |               |               |               |               |               |               |               |               |               |               |               |

## Památky

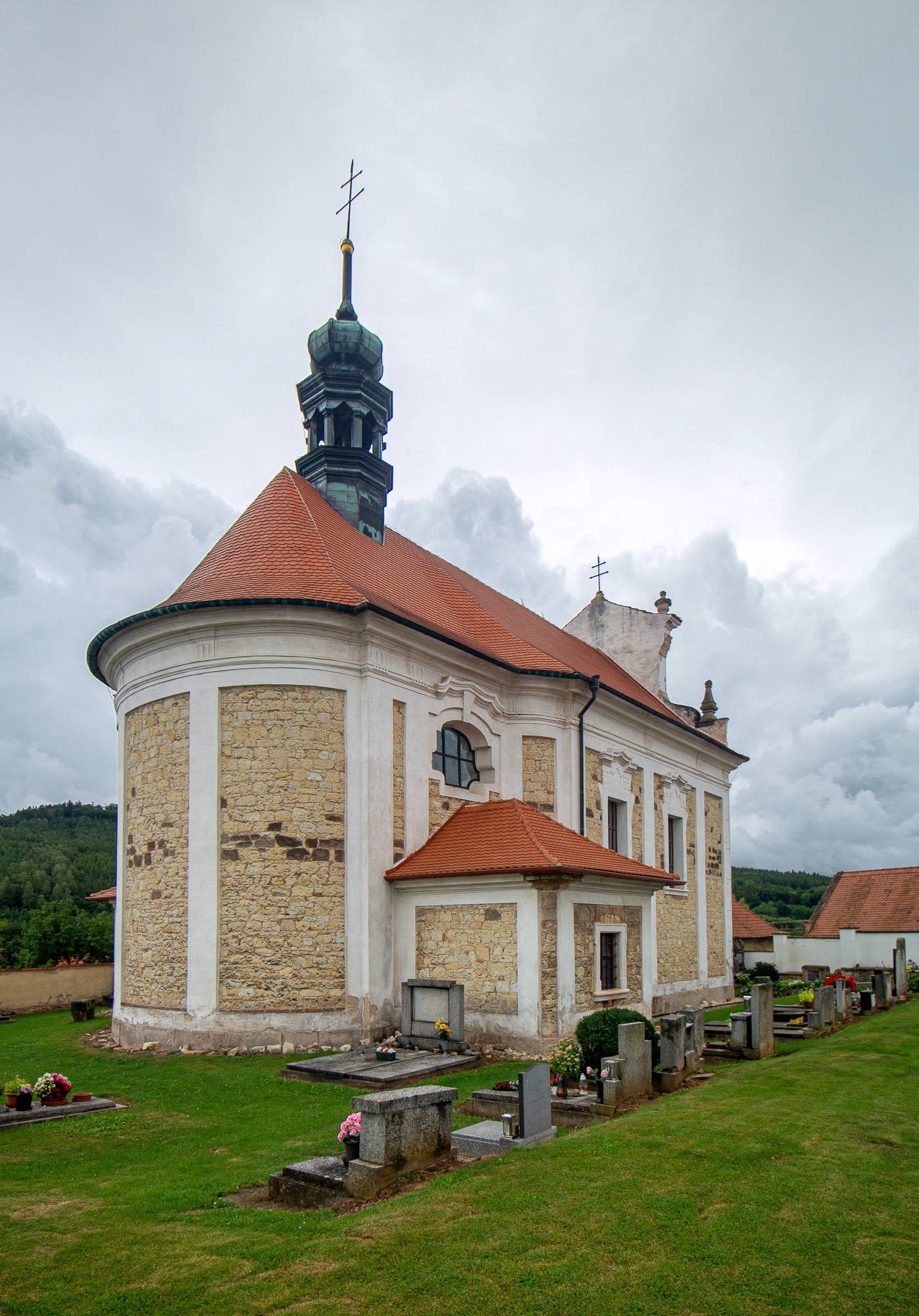
Kostel sv. Matouše

- Dominantou obce je kostel svatého Matouše. Jedná se o barokní jednolodní stavbu se zaoblenými nárožími a s polokruhově uzavřeným presbytářem z roku 1765.[16] Tato stavba nahradila starší kostel doložený již roku 1363. Varhany na kruchtě pocházejí z počátku 20. století a jsou dílem krnovské firmy Rieger.[17] Kříž s korpusem, lidová kamenická práce, pochází z roku 1830.
- Na návsi u rybníka u domu čp. 108 stojí jednopatrová barokní sýpka, dříve mylně považovaná za pozůstatek tvrze.[zdroj?]
- Památník padlým z roku 1924 je dílem E. Zelenky.[16]
- Modernistická zvonička Církve československé husitské od V. Zralého je z roku 1940.
- Jírovec u rybníka – památný strom, roste na návsi u rybníka (požární nádrže).[18]
- Asi 1,5 km jihovýchodně od Pnětluk na katastrálním území Konětopy u Pnětluk se na táhlém návrší nachází zřícenina hradu Pravda, pravděpodobně vybudovaného v polovině 15. století. Z Pnětluk je hrad přístupný po zelené turistické značce.
- Soubor kamenných reliéfních obličejů (karikatur, masek), vytesaných do pískovcové skály v místě zvaném Kamenný úvoz. Podle potomků místních pamětníků se má jednat o prázdninovou práci studentů sochařské školy v Hořicích z období 60. let 20. století. Úvoz je přístupný po modré turistické značce asi 400 m od Srubového tábora.
- Čertův kámen – pískovcový solitér v lese pod hradem Pravda

## Rodáci

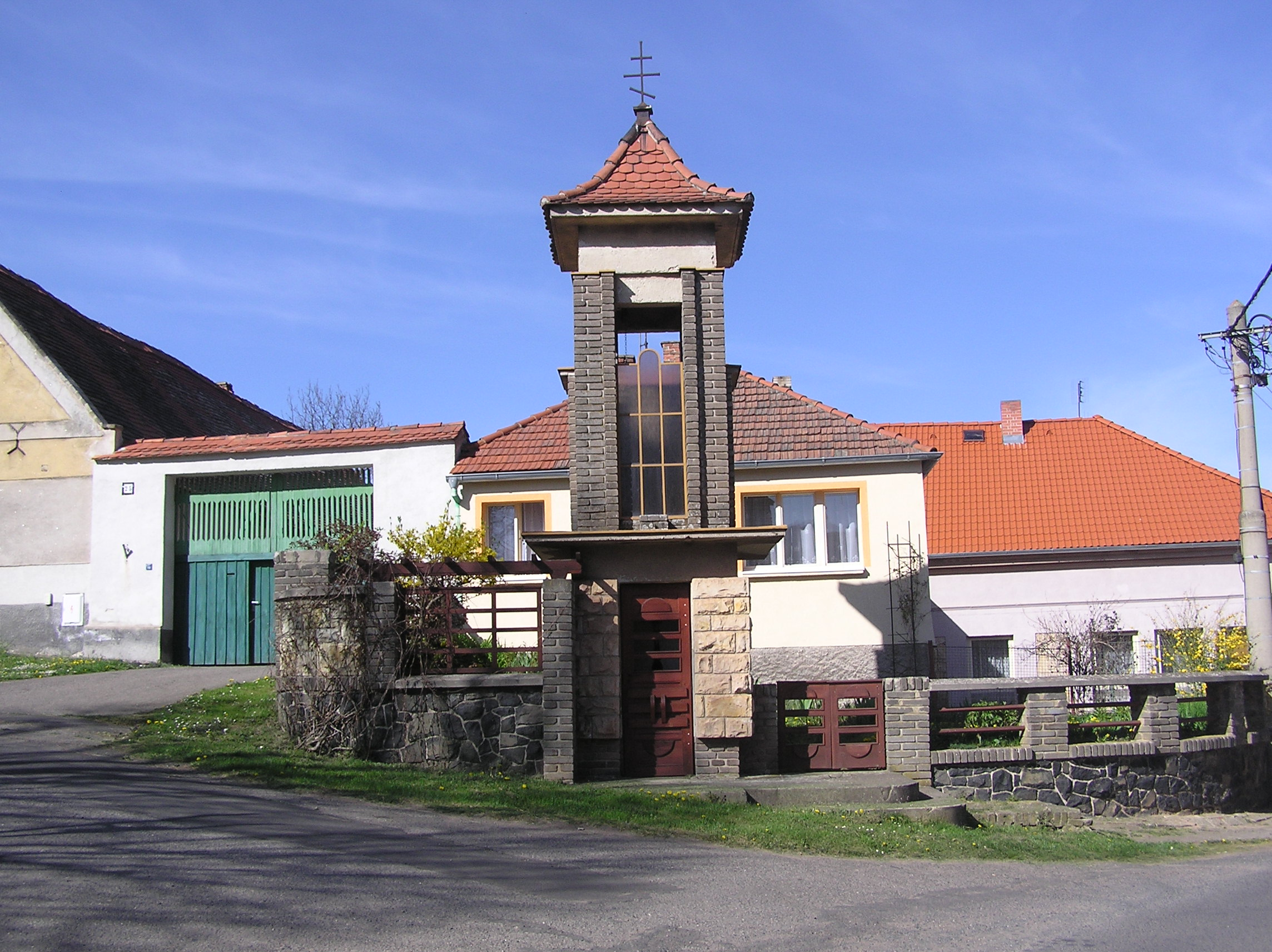
Zvonička Václava Zralého z roku 1940

- František Schneider (1862–1918) byl chmelařský odborník. Profesí byl pedagog, učil na obecných školách na Lounsku. Stal se jednatelem Českého chmelařského spolku a vedoucím redaktorem Chmelařských listů. Uspořádal expozici českého chmelařství na Světové výstavě 1900 v Paříži. Porota ji ocenila zlatou medailí. Publikoval články, které se týkaly šlechtění chmelových sazenic a hubení škůdců.[19]
- Václav Zralý (1906–1991) byl architekt. V letech 1929–1931 studoval v Dessau výtvarnou školu Bauhaus. Zde byli jeho učiteli mj. Vasilij Kandinskij a Ludwig Mies van der Rohe. Po návratu do Čech se stal členem architektonické sekce Levé fronty. V zemském měřítku se neprosadil. Zúčastnil se několika soutěží, až na jednu výjimku vily v Praze-Košířích jeho návrhy nebyly přijaty. Usadil se v rodných Pnětlukách, kde realizoval několik staveb: husitskou zvoničku, vily čp. 114 a 116 a také zemědělské objekty. K největším patří sušárna chmele z roku 1955 v těsném sousedství kostela. Tato stavba panorama obce výrazně znehodnotila.[20]

## Galerie

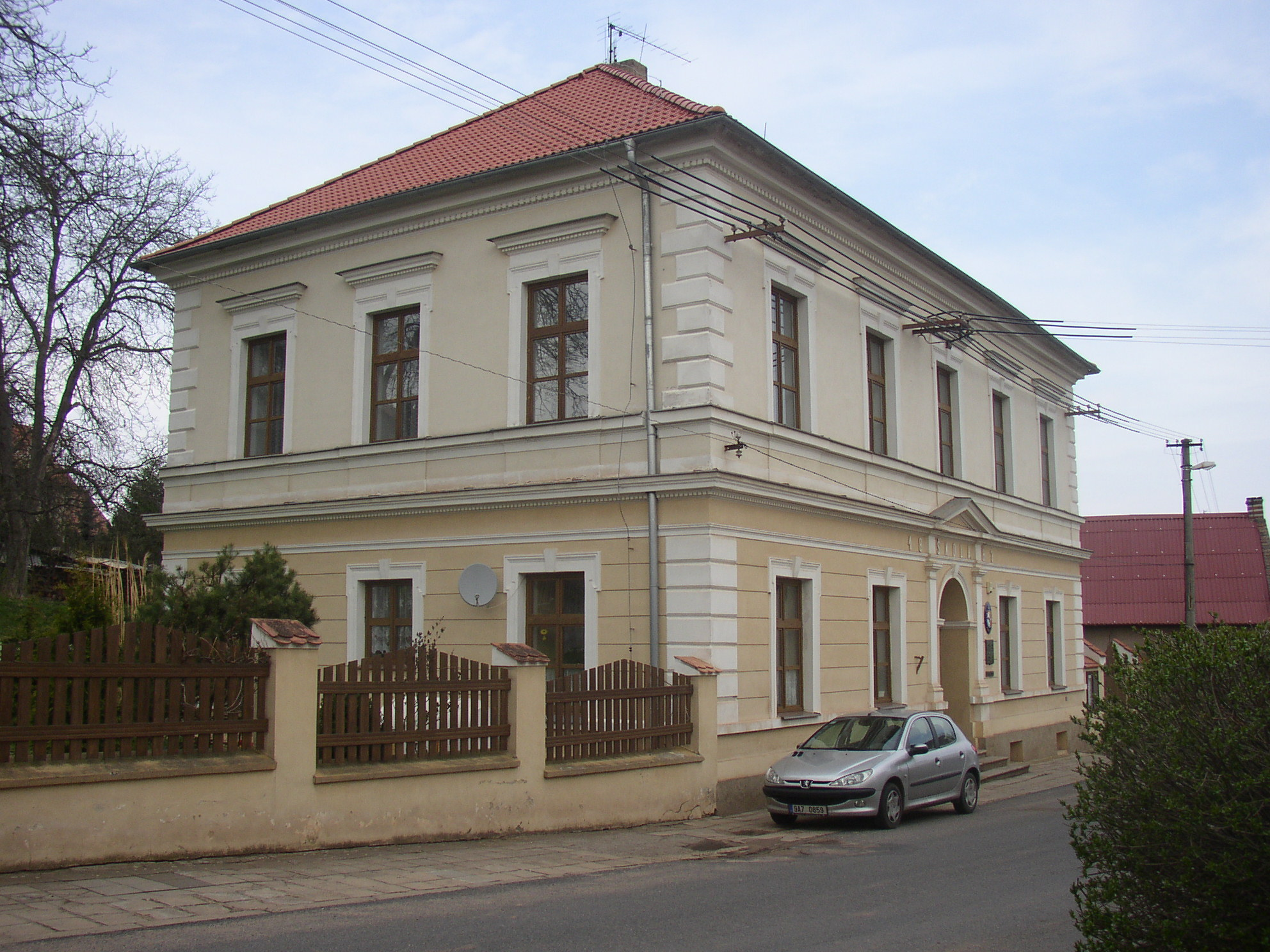
Obecní úřad
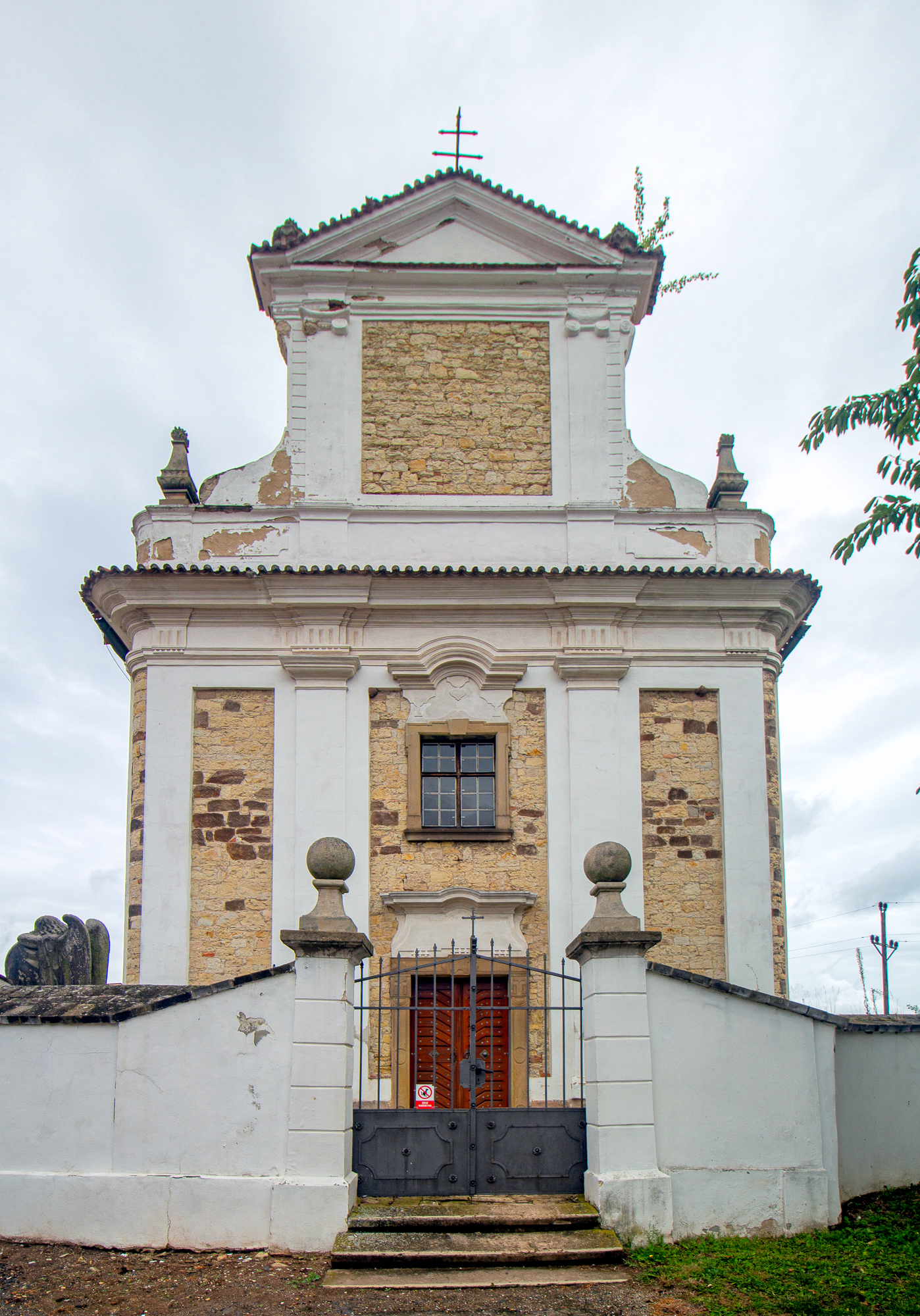
Průčelí kostela sv. Matouše
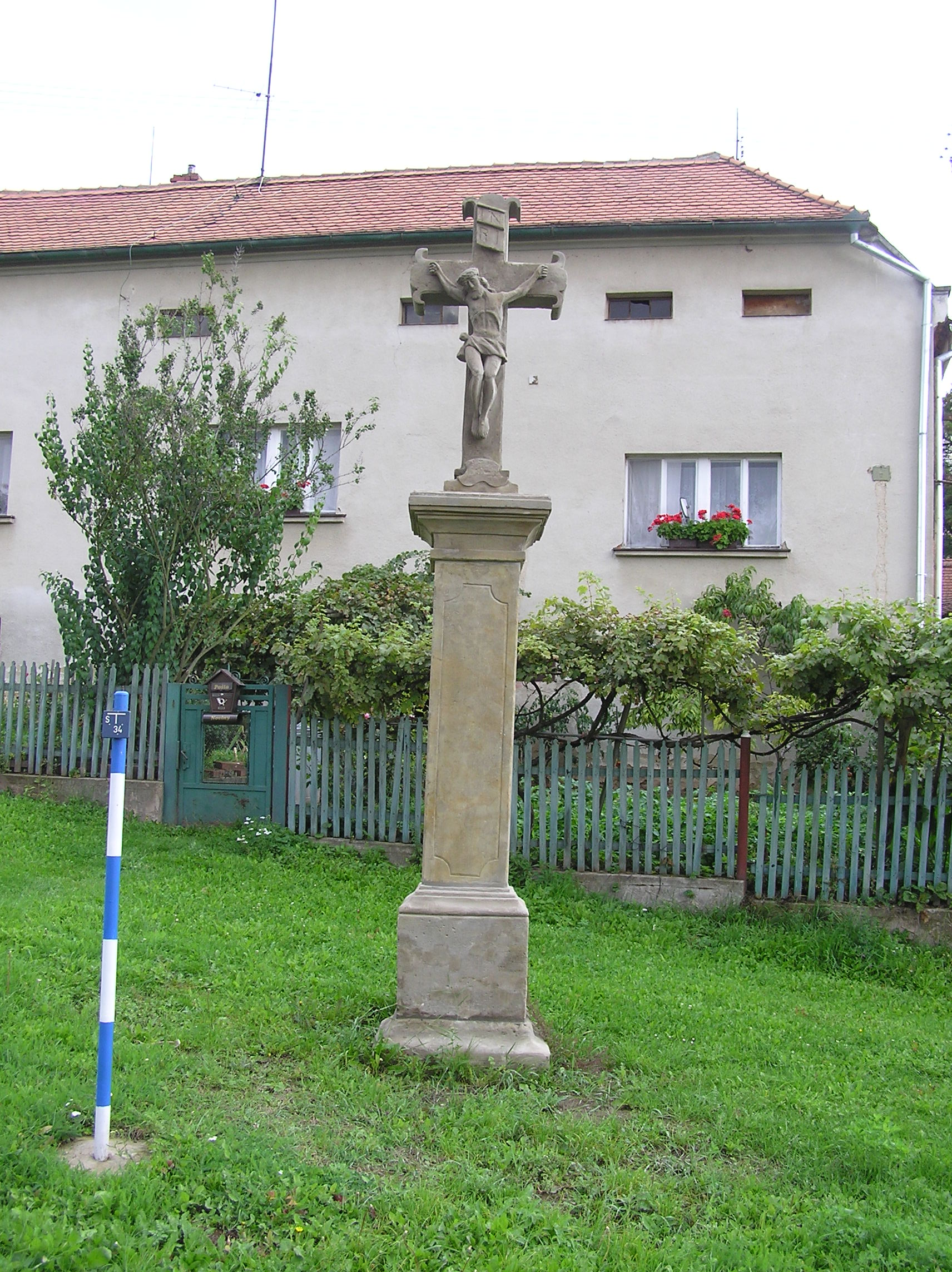
Barokní kříž poblíž návsi
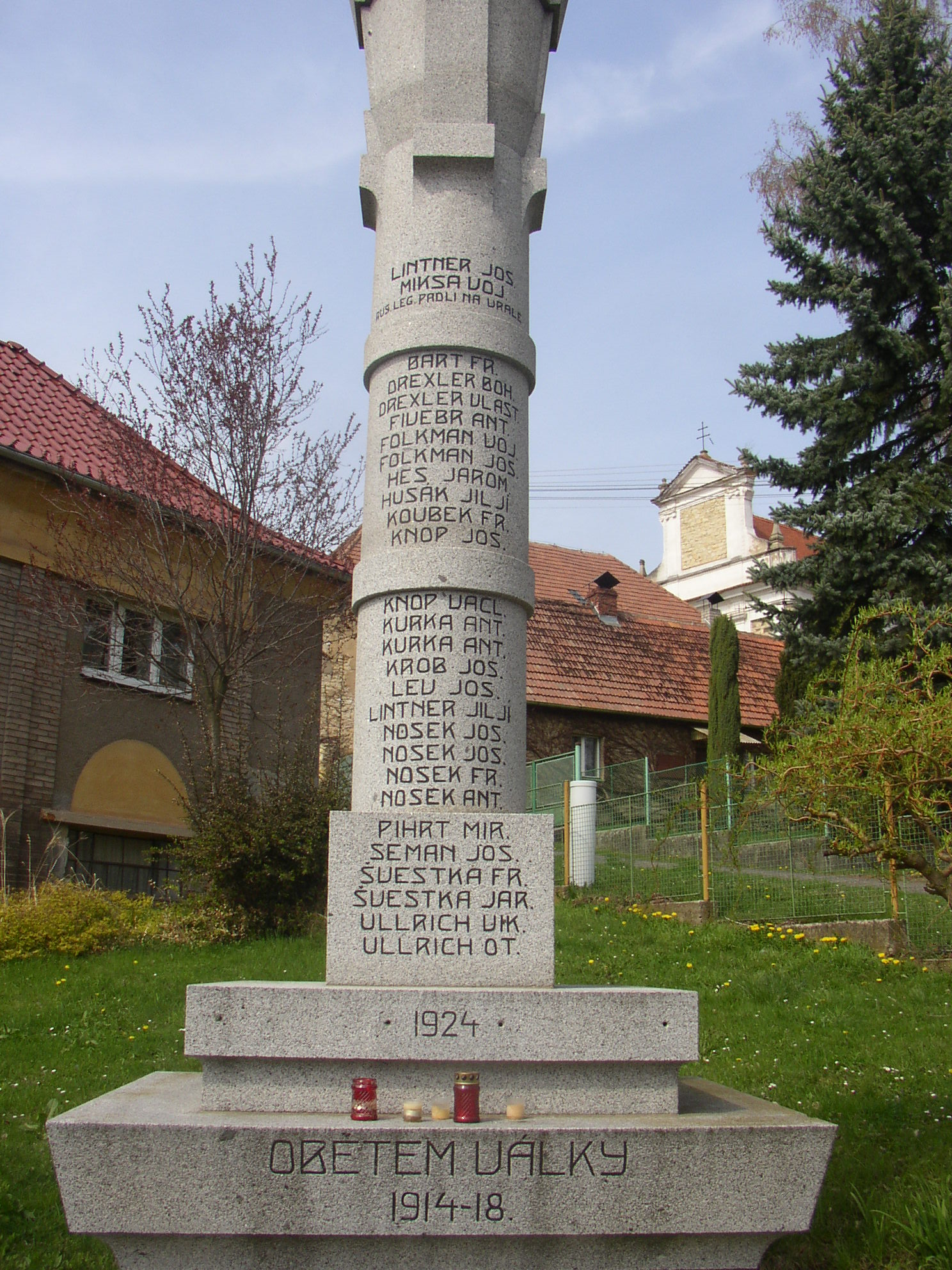
Pomník obětem první světové války
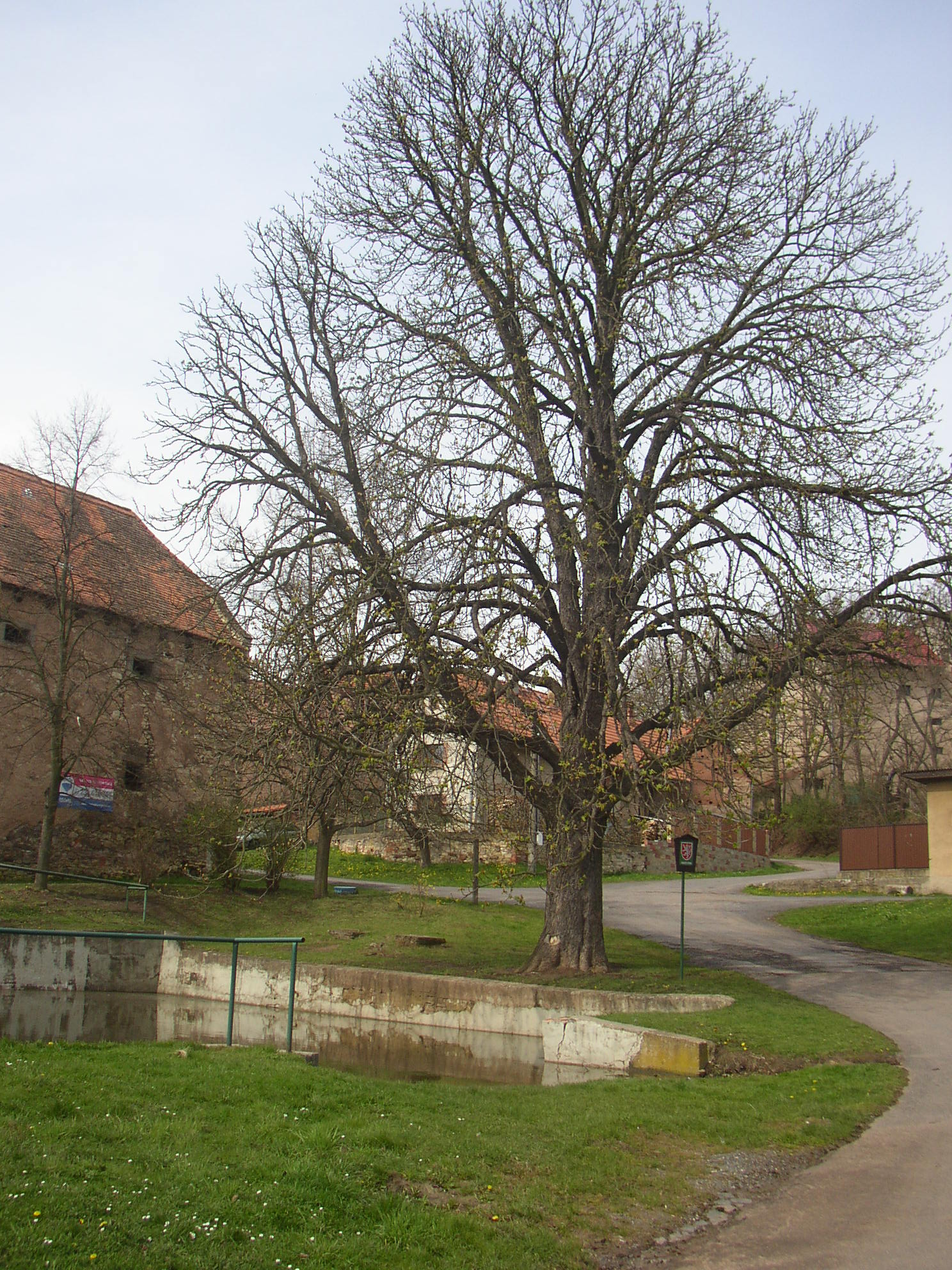
Jírovec u rybníka
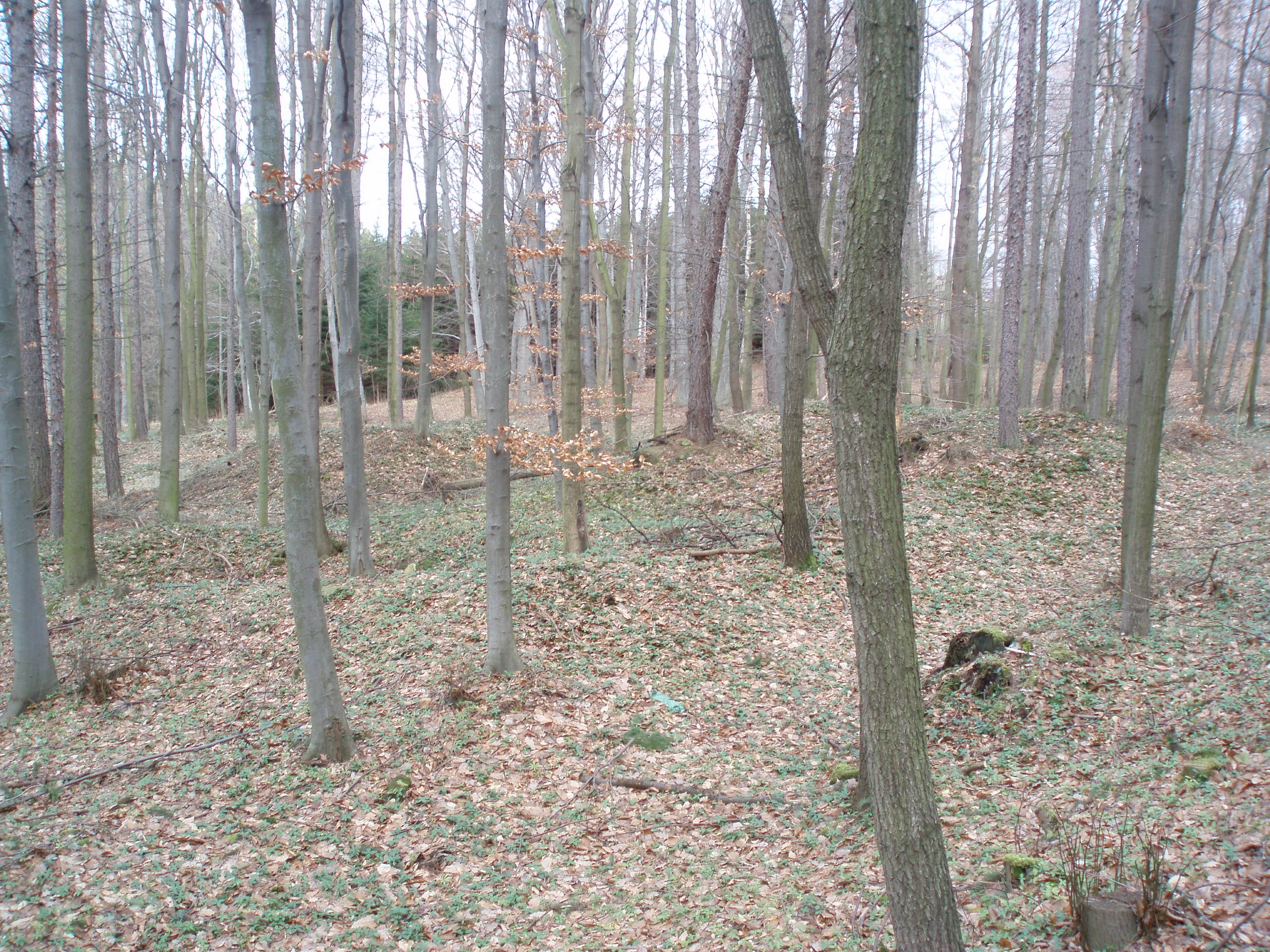
Pozůstatky zaniklé vesnice Záhoří
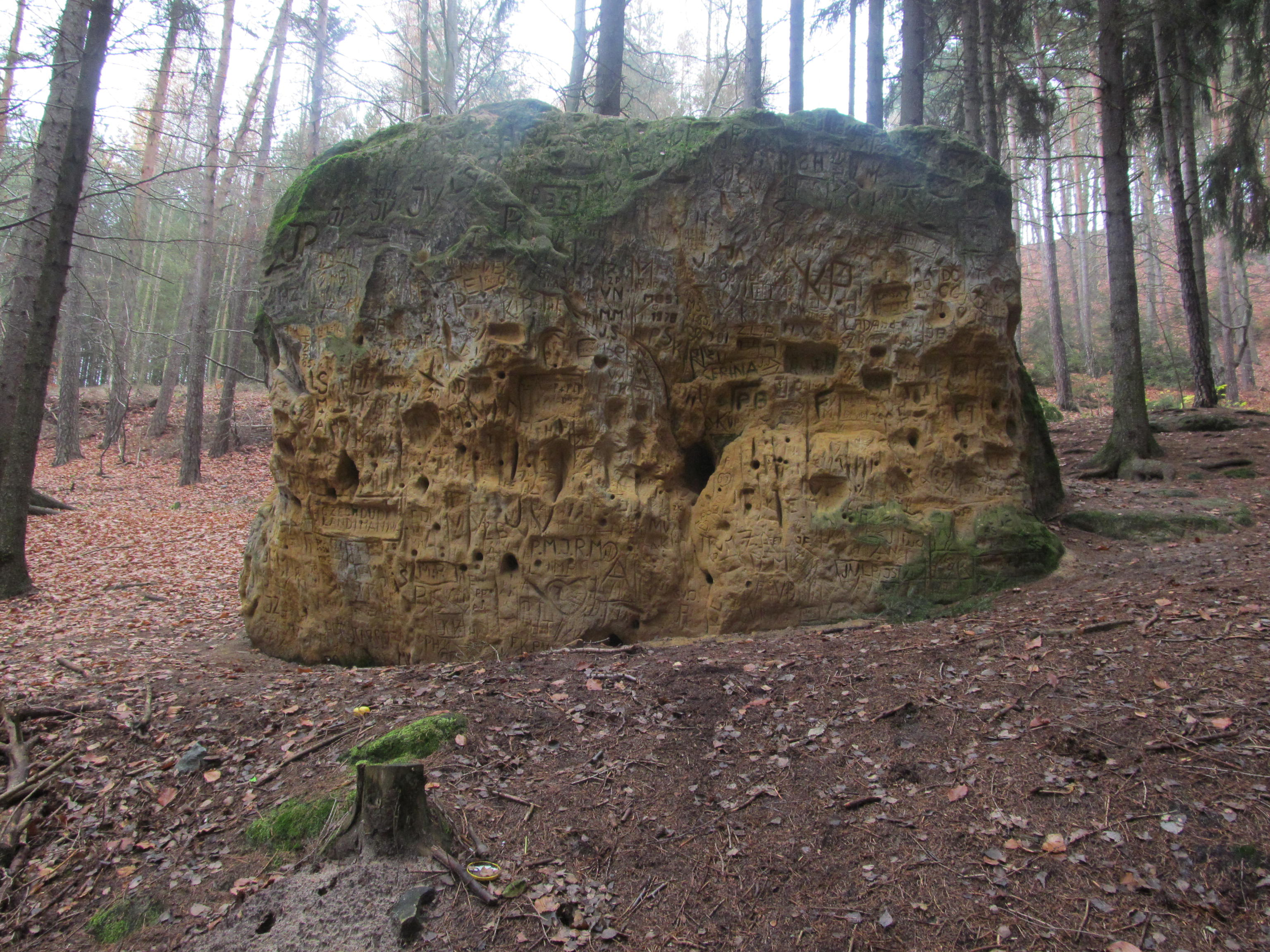
Čertův kámen
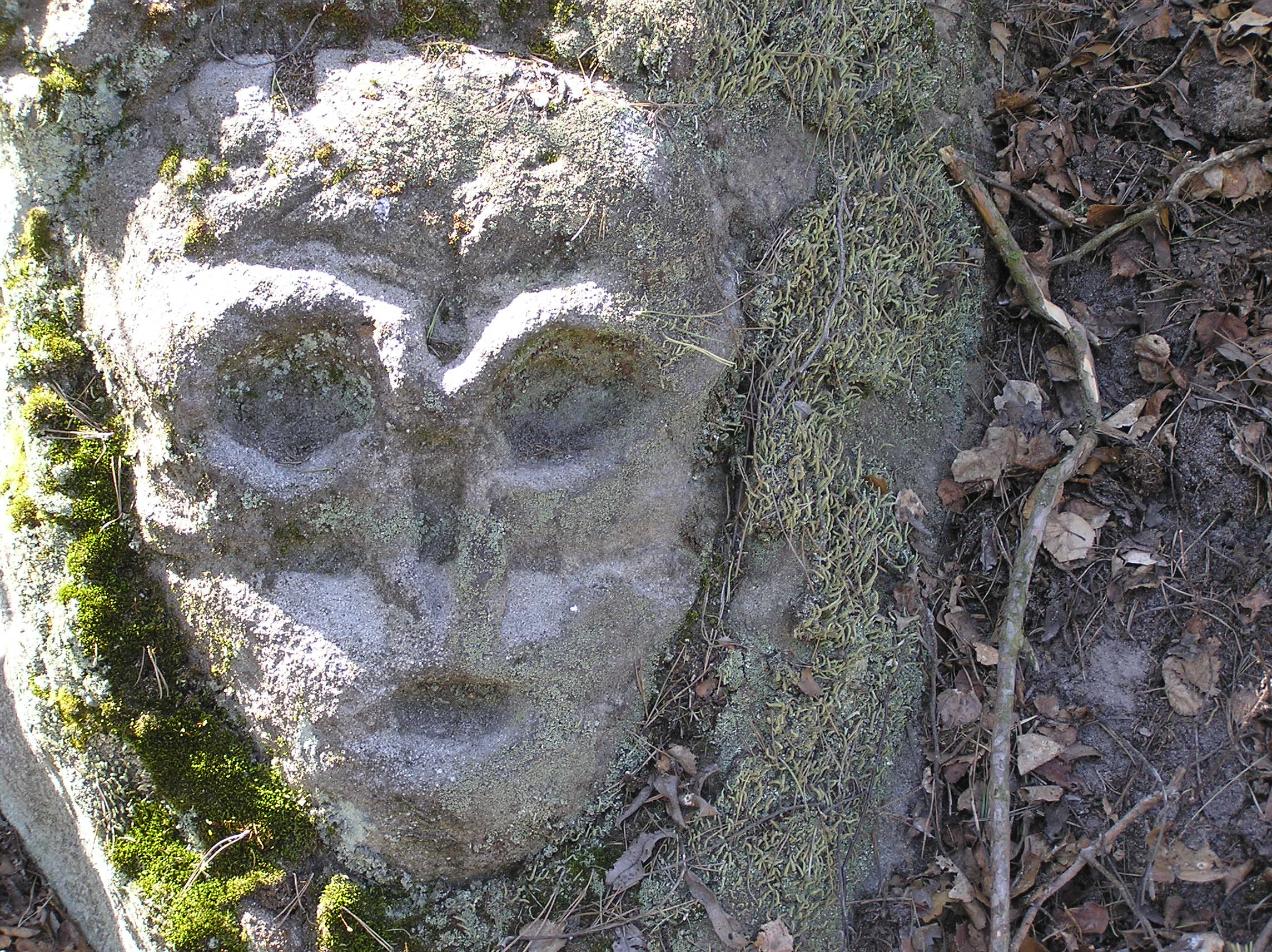
Jeden z reliéfů v lese nad vsí